# Mitford, Northumberland
Mitford är en ort och civil parish i Storbritannien.   Den ligger i grevskapet och kommunen Northumberland i riksdelen England, i den centrala delen av landet, 400 km norr om huvudstaden London. Mitford ligger 53 meter över havet och antalet invånare är 448.
Terrängen runt Mitford är platt. Runt Mitford är det tätbefolkat, med 369 invånare per kvadratkilometer. Närmaste större samhälle är Morpeth, 2,4 km öster om Mitford. Trakten runt Mitford består i huvudsak av gräsmarker.